# شون روكس
شون روكس (بالإنجليزية: Sean Rooks)‏ مواليد 09 سبتمبر 1969 في نيويورك - الوفاة 7 يونيو 2016، كان مدرب كرة سلة أمريكي ولاعب. بدأ مسيرته الاحترافية في سنة 1992. تم اختياره من قبل فريق دالاس مافيريكس خلال الدرافت. بلغ طوله 6 قدم 10 بوصة (2.1 م). اعتزل اللعب في 2012.

## المسيرة الاحترافية
لعب مع دالاس مافيريكس من سنة 1992 إلى 1994، ثم لعب مع مينيسوتا تمبر ولفز من سنة 1994 إلى 1996، ثم لعب مع أتلانتا هوكس في سنة 1996، ثم لعب مع لوس أنجلوس ليكرز من سنة 1996 إلى 1999، ثم لعب مع دالاس مافيريكس في موسم 1999–2000، ثم لعب مع لوس أنجلوس كليبرز من سنة 2000 إلى 2003، ثم لعب مع نيو أورلينز بيليكانز في موسم 2003–2004، ثم لعب مع أورلاندو ماجيك في سنة 2004، ثم لعب مع بالونكيستو مالقا في الدوري الإسباني في سنة 2005، ثم لعب مع جوفينتوت بادالونا في سنة 2005.

## روابط خارجية
- شون روكس على موقع إن بي أي (الإنجليزية)
- شون روكس على موقع سبورتس رفرنس (الإنجليزية)
- شون روكس على موقع الدوري الإسباني لكرة السلة (الإسبانية)
- شون روكس على موقع كرة السلة الأوروبية.كوم (الإنجليزية)
- شون روكس على موقع كلية كرة السلة في سبورتس رفرنس.كوم (الإنجليزية)
- شون روكس على موقع ريلجم (الإنجليزية)
- شون روكس على موقع بروبوليرز (الإنجليزية)
- شون روكس على موقع سبورتس رفرنس (الإنجليزية)
- شون روكس على موقع سبورتس رفرنس (الإنجليزية)